# Литвиновка (Черкасская область)

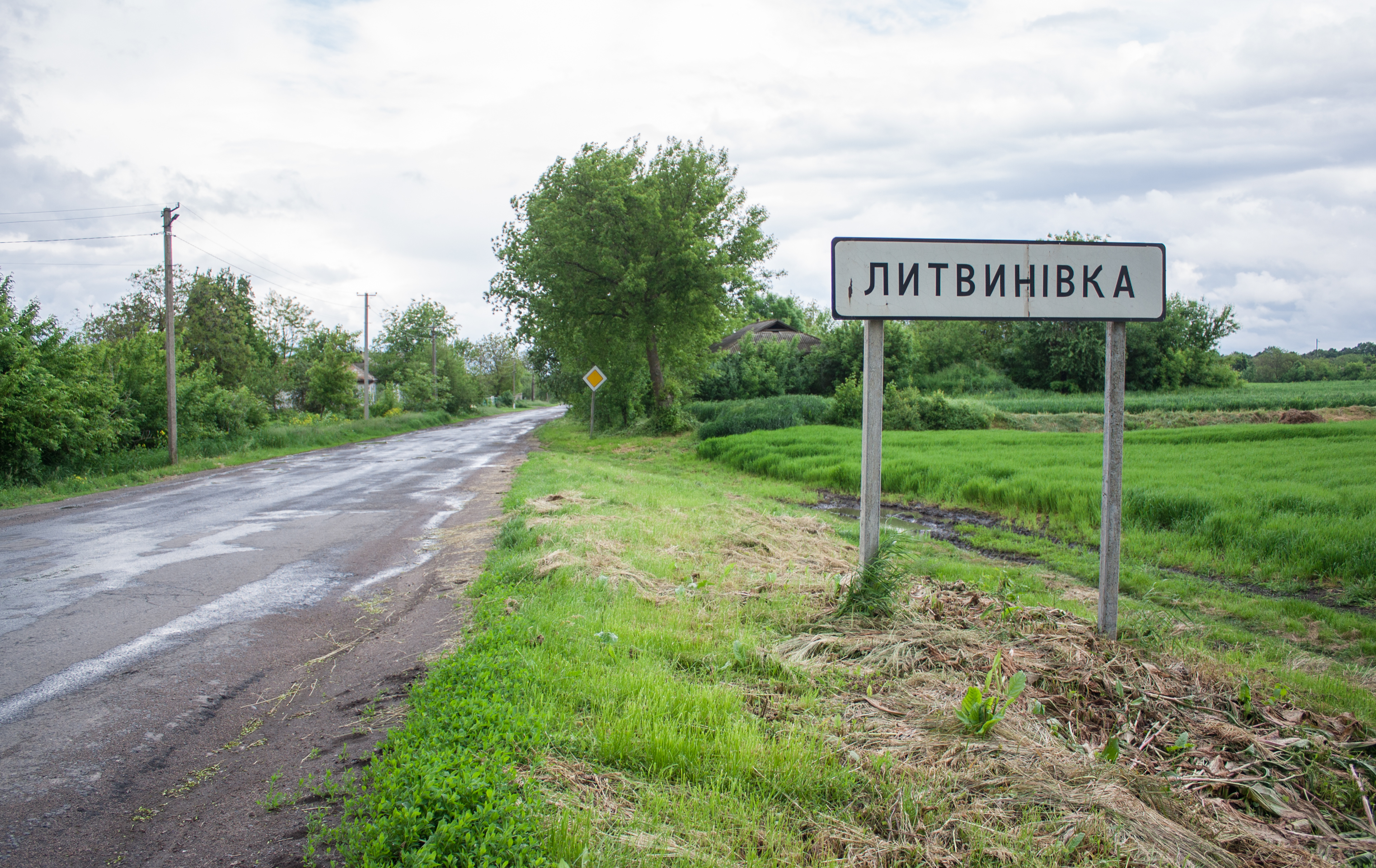
Въезд в село Литвиновка

Литви́новка (укр. Литвинівка) — село в Жашковском районе Черкасской области Украины.
Население по переписи 2001 года составляло 772 человека. Почтовый индекс — 19209. Телефонный код — 4747.

## Местный совет
19209, Черкасская обл., Жашковский р-н, с. Литвиновка